# Frans Ehlhart
Frans Ehlhart (Brisbane, 24 juli 1946) is een Nederlands componist en pianist. 

## Biografie

### Jeugd
Ehlhart werd geboren in Australië. Zijn vader was een Nederlander, die legerarts was in Indonesië en zijn moeder was een Hongaarse. Nadat hij zijn eerste vier levensjaren in Indonesië woonde, groeide hij vanaf 1950 in Nederland op.

### Carrière
Ehlhart behaalde in 1972 zijn solodiploma "klassiek piano" bij Hans Dercksen aan het Amsterdamse Sweelinck Conservatorium. Hij koos toen voor een carrière jazz-, pop- en theatermuziek. Daarna werkte hij mee aan theaterproducties in Nederland en België. Hij maakte muziek voor onder meer Kinderen voor Kinderen, Gerard Cox, Hans Dorrestijn en Wim Sonneveld. Ook schreef hij liedjes met tekstschrijvers als Willem Wilmink, Rob Chrispijn, Jan Boerstoel en Boudewijn Spitzen. In 2009 bracht hij samen met Charlotte Margiono het album Hierdie reis uit.